# إدوارد كوبر (ممثل)
إدوارد كوبر (بالإنجليزية: Edward Cooper)‏ هو ممثل بريطاني (وحمل سابقاً جنسية المملكة المتحدة لبريطانيا العظمى وأيرلندا)، ولد في 28 يونيو 1883 في المملكة المتحدة، وتوفي بنفس المكان في 15 يوليو 1956.

## وصلات خارجية
- إدوارد كوبر على موقع IMDb (الإنجليزية)
- إدوارد كوبر على موقع ألو سيني (الفرنسية)
- إدوارد كوبر على موقع أول موفي (الإنجليزية)
- إدوارد كوبر على موقع قاعدة بيانات برودواي على الإنترنت (الإنجليزية)
- إدوارد كوبر على موقع قاعدة بيانات الأفلام السويدية (السويدية)
- إدوارد كوبر على موقع قاعدة بيانات الفيلم (الإنجليزية)
- إدوارد كوبر على موقع كينوبويسك (الروسية)